# Lipskie Budy
Lipskie Budy – wieś sołecka w Polsce położona w województwie mazowieckim, w powiecie białobrzeskim, w gminie Stromiec.
Administracyjnie w skład sołectwa Lipskie Budy wchodzi wieś Matyldzin.
| SIMC    | Nazwa   | Rodzaj    |
| ------- | ------- | --------- |
| 0638790 | Folwark | część wsi |

W latach 1975–1998 miejscowość administracyjnie należała do województwa radomskiego.
Wierni kościoła rzymskokatolickiego należą do parafii św. Teresy od Dzieciątka Jezus w Dobieszynie.